# Navire collecteur de renseignements

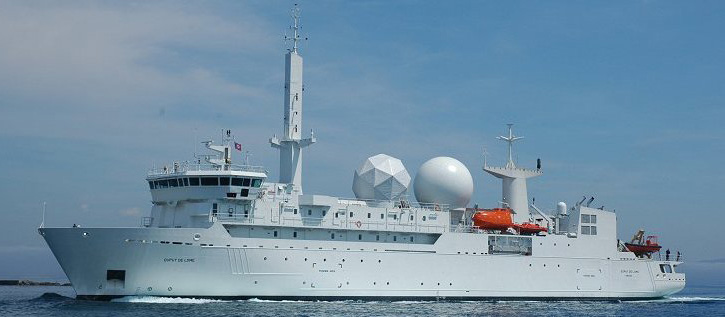
Le français

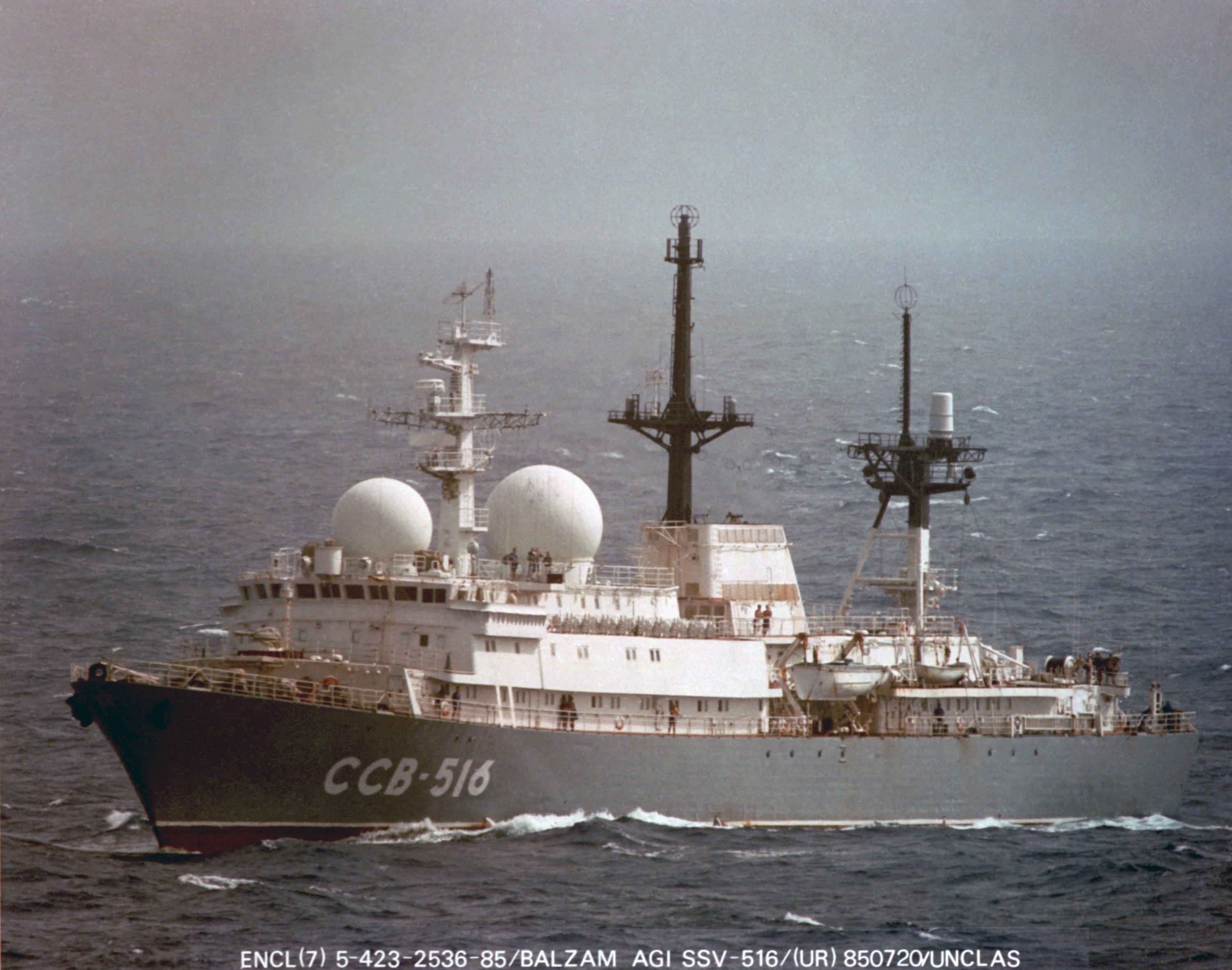
Navire de la marine soviétique de.

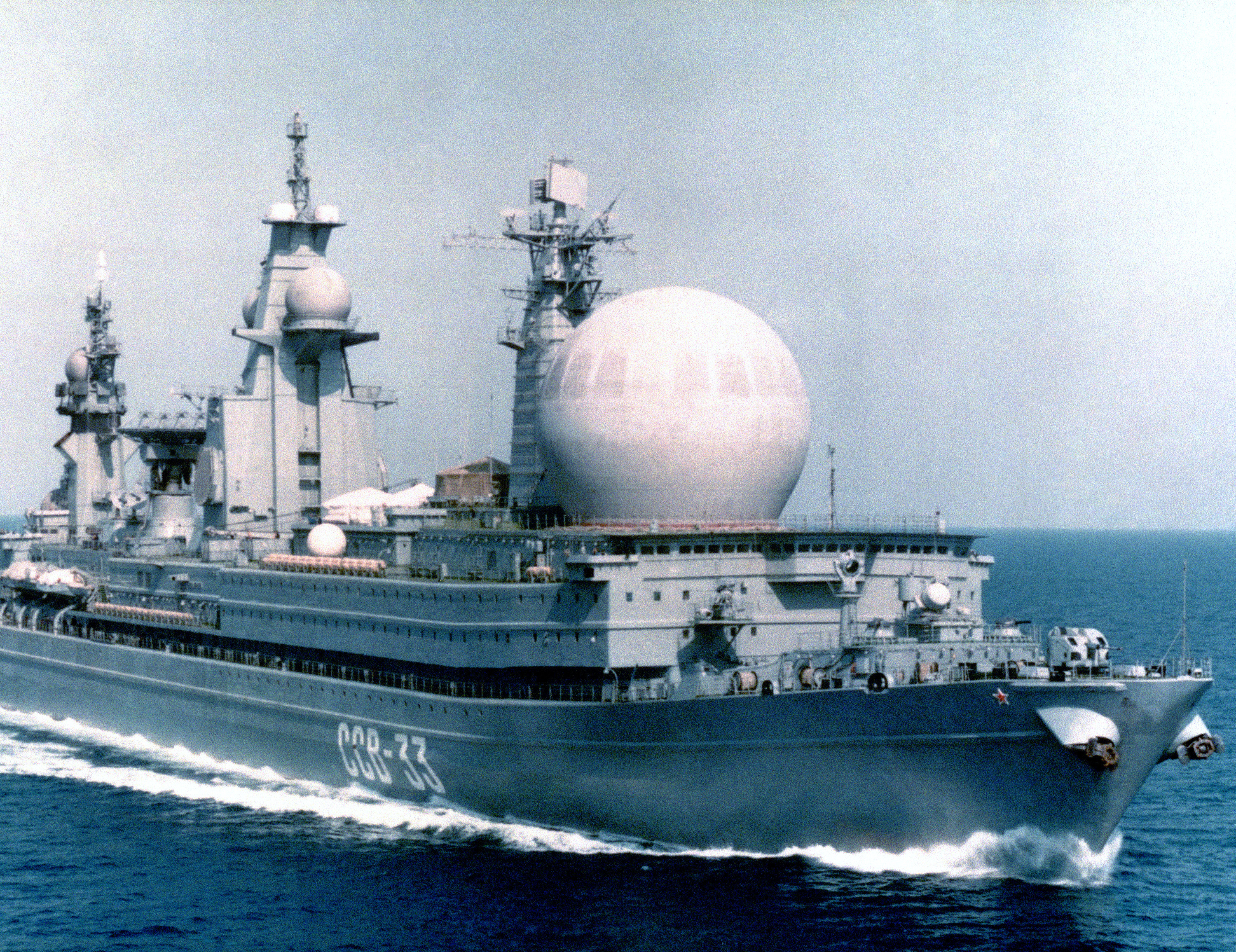
Le SSV-33 Oural basé sur la en 1988.

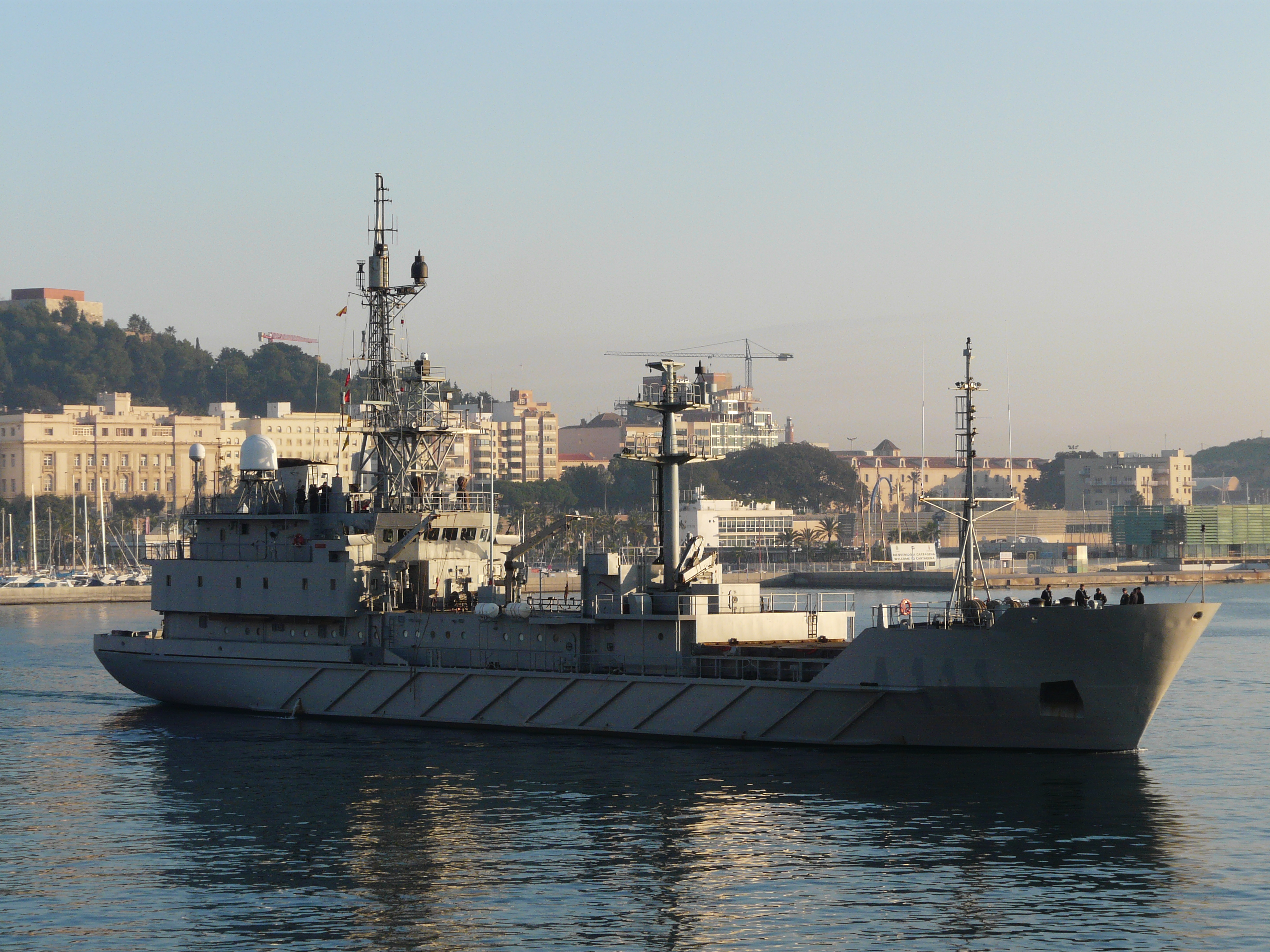
Le Alerta (A-111) de l'Armada espagnole

Un navire collecteur de renseignements est un navire conçu pour recueillir du renseignement électroniques (interception des émissions sur tout le spectre électromagnétique).
Navires marchands et pêcheurs des deux blocs durant la guerre froide sont les premiers à être employés pour renseigner sur les mouvements maritimes de l’adversaire, infiltrer ses ports ou ses côtes ou écouter un renseignement. Ils sont suivis par des navires militaires ou d’État hautement spécialisés qui, à la différence des premiers, ne dissimulent pas leurs activités.

## Description
On distingue, dans la terminologie OTAN :
- des bâtiments SIGINT (pour signal intelligence), terme générique ;
- des bâtiments COMINT (pour communication intelligence) pour l'interception, analyse et goniométrie des télécommunications (interception des ondes radio);
- des bâtiments ELINT (pour electronic intelligence) pour l'interception, analyse et goniométrie des émissions électroniques autres que radio (interception des ondes radar)